# Крис Естес
Кристофер Даглас Естес (енгл. Christopher Douglas Estes) је амерички музичар и бивши басиста данског хеви метал бенда Кинг Дајмонд рођен 8. јуна 1971. године у Канзасу. Крис се 1991. године из Канзаса преселио у Тексас ради џез студија на University of North Texas. Том приликом упознао је Дерина Ентонија и прикључио се бенду Mindstorm у Даласу. Наредне три године бенд је наступао по градским ноћним клубовима, када је привукао пажњу данског певача Кинг Дајмонда, који је у Даласу тражио нове чланове за своју соло каријеру. Ране 1994. године три члана бенда су се понудила да се придруже Дајмонду (Крис Естес, Дерин Ентони и Херб Симонсен). Током своје каријере у Дајмондима Крис је снимио три албума, учествовао на три турнеје, а имао је и одређених заслуга у писању текстова појединих песама са албума Voodoo. Враћајући се студијама 1997. године, Крис је ишао на часове у паузама између студијских снимања и турнеја, када је стекао одређено знање из компјутерских наука. Лета 1999. године примио је информацију да је снимање албума House of God одложено. Због финансијских потреба Крис је био принуђен да напусти бенд. Крис тренутно живи у Тексасу где ради као програмер. Наставио је да се бави музиком у смислу хобија у слободном времену.

## Дискографија
- King Diamond – The Spider's Lullabye (1995)
- King Diamond – The Graveyard (1996)
- Fakkulty – Southern Hostility (1996)
- King Diamond – Voodoo (1998)